# یواس‌اس آزبورن (دی‌دی-۸۴۶)
یواس‌اس آزبورن (دی‌دی-۸۴۶) (به انگلیسی: USS Ozbourn (DD-846)) یک کشتی بود که طول آن ۳۹۰ فوت ۶ اینچ (۱۱۹٫۰۲ متر) بود. این کشتی در سال ۱۹۴۵ ساخته شد.